# 性具
性具（せいぐ）は性的快感を増幅し、性的欲望を十分に満たす目的で使用される道具である。女性用・男性用のほか様々な形態、使用法のものがある。淫具（いんぐ）、大人のおもちゃ（おとなのおもちゃ）とも呼ばれる。もっとも進化したものとして、ロボット技術と人工知能を組み合わせて開発されたセックスボットがある。
2023年現在、セックストイ業界の世界的な市場規模は約352億ドルと推定されている。2030年までには、この業界の市場価値は627億ドルに達する可能性がある。セックストイ（性具）の70％は中国で製造されている。

## 概要
性具は、おもに生殖器や肉体を刺激し、より豊かな性的な快楽を得ることを補助する効果があり、オナニーの補助の道具としてや特殊なフェティシズムに特化した物などがある。
その目的により、形状、使用方法などはさまざまであるが、通常の性行為を楽しむ目的のほか、性機能障害や不感症の改善に役立つと一般には認識されていることもある。
古くから、女性が快楽を追求する行為は不道徳的であると見なされていたため、これら器具の多くは男性の願望を強く反映した。近年では女性の性的な欲求も社会的に認知されるようになって、女性自身の発案による器具も多く出回るようになっている。

## 販売規制
人体、とくに粘膜などに接触し、製品によっては女性器などの内部に一時的に留置される性具は、日本の医薬品医療機器等法上、医療機器の分類になる。したがって、製造販売には医薬品医療機器等法上の許認可が必要である。また、性器の粘膜に接触するものであることから、その原材料はISO 10993-1シリーズに基づく生体適合性の確認（生物学的安全性）が求められるほか、物理、化学、電気的安全性などの確認が求められるものである。
医薬品医療機器等法第2条第4項の定める医療機器は同法施行令別表第一の中の衛生用品の第4項に性具が掲げられている。この「性具」は1975年11月25日東京高等裁判所判決で「人が性交若しくは性交類似行為（自慰を含む）に際し性感の刺戟、増進ないし満足のために性器に付着あるいは接触させて使用することを目的とする器具」とされた。
しかし、現実には医療機器製造販売業・製造業の許可を得ていない事業者が、医療機器としての製造販売承認を得ていないものを、医療機器としてでなく「玩具」・「ジョークグッズ」などの表現で販売していることが多い。
法律以外でも青少年保護育成条例など地域条例による販売規制が存在する場合があり、それに接触する場合は業界内で自主規制を設けている。青少年保護育成条例で「性的がん具」あるいは「有害玩具（大人のおもちゃ など）」のように指定されている場合は、18歳未満の店舗・売場への入店や販売（通信販売含む）自体が禁止されていることが多い。

## 歴史

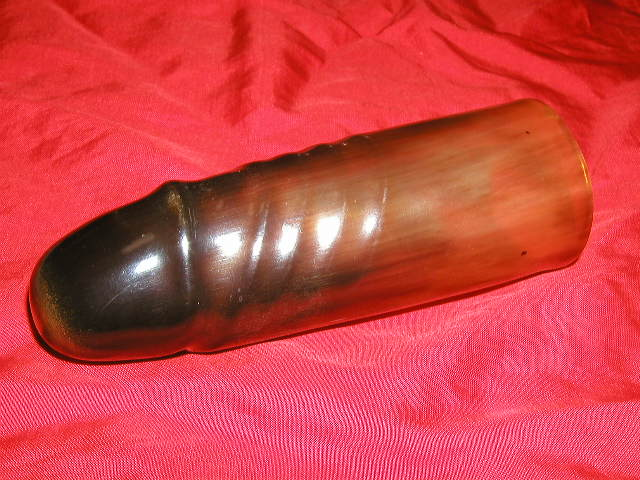
大奥の鼈甲張り型

これら性的用具の歴史は古く、その起源ははっきりしないが、紀元前より男性権力者の衰えた勃起能力の代用品として、張形と呼ばれる男性生殖器を模した器具が存在していたとみられる。石器時代には既に、そのような用途に用いられたと見られる石器が登場していたと見る説もあるが、古くは処女が初めて性交する際の出血で陰茎が穢れると考え、そのような器具を使用したと考える者もいる（初夜権）。
記録に残る日本最古の張形は、飛鳥時代に遣唐使が持ち帰った青銅製の物が大和朝廷への献上品に含まれていたと云う記述があるそうで、奈良時代に入ると動物の角などで作られた張り形が、記録に登場している。
江戸時代に入ると木製や陶器製の性具が一般にも使われ始めるが、一部では陽物崇拝の一環として、神社に奉納されるためにも用いられ、実用には適さないような、とてつもないサイズの張り形も見られる（→かなまら祭）。

## 種類

### 女性向け

#### ディルド（張形）

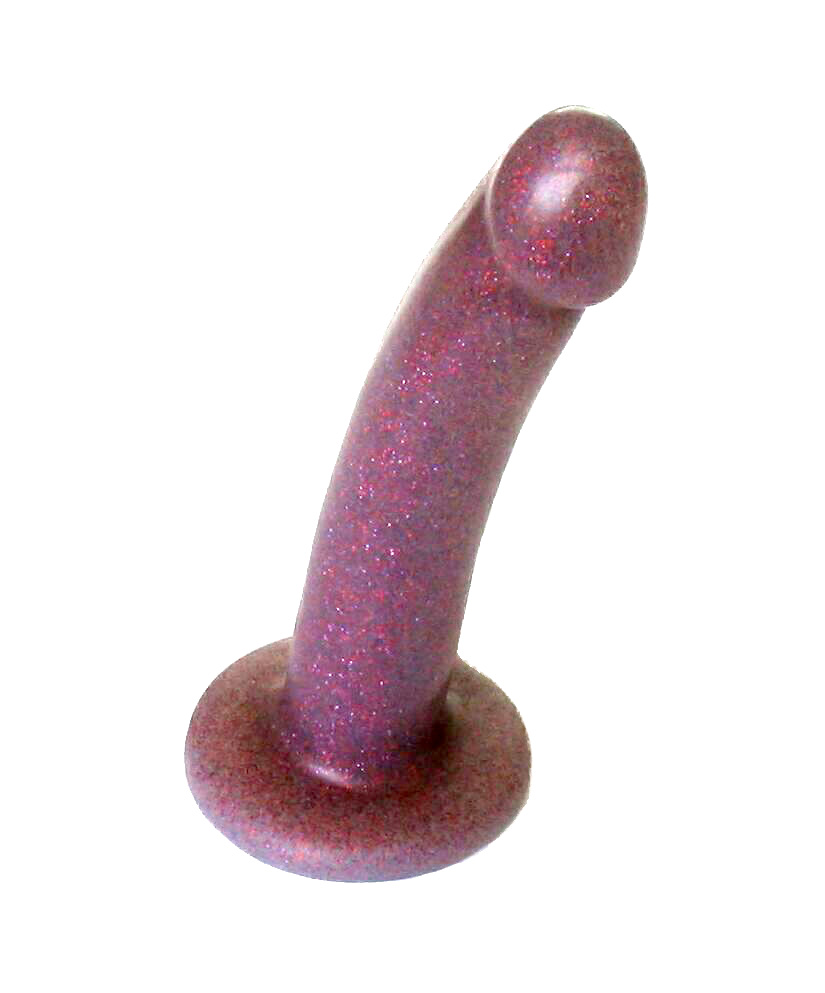
ディルド

男性性器を模した性具。金属性や木製・陶器製の物などは古くからあったが、硬く違和感（もしくは異物感）があるため、近年では表面がゴムやシリコーンなどの、柔らかい素材のものが多く販売されている。しかし、逆に硬いガラス製の物も存在する。両端が男性器を模した物もあり、これは女性同士が楽しむために用いられる。また、ベルトやパンツに装着し、女性が男性器の代わりとして使用するペニスバンドもある。

#### 肥後ずいき
肥後ずいきは熊本県伝統の性具である。熊本藩 細川氏が徳川家への献上品に定め、参勤交代の土産物として持参したとされる。大奥などで使用され、現在では熊本土産として購入することができる。

#### バイブレーター

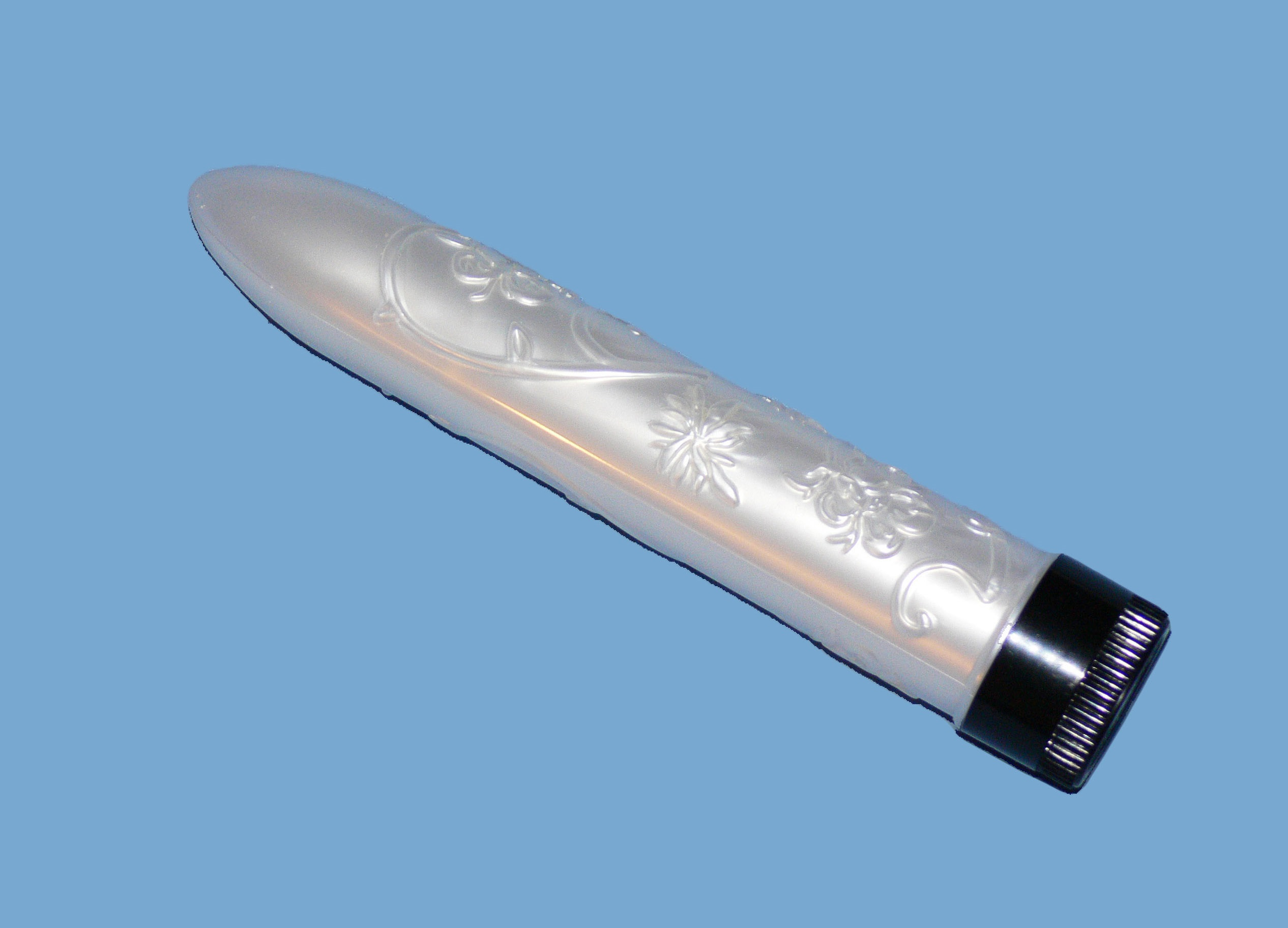
バイブレーター

振動により快感を得られる性具。女性の膣に挿入できるようになっており、性器や性感帯をその振動や動きで刺激し性的快楽を得ることができる。主にディルド型とカプセル型に分かれる。

#### 真空吸入具
乳房用
もともとは妊婦用の搾乳器。女性の乳首を吸い上げることで乳首を際立たせる効果がある。近年では動力つきの大型なものが登場し、海外のアダルトビデオなどに見られる。コンプレッサーを用い、透明のアクリル製シリンダーを乳房に装着して使用するが、これはどちらかというと性感云々というよりも、一種の性倒錯プレイ用品といえよう。
陰核部用
俗にクリキャップと呼ばれる1990年代に登場した、ゴムなどで出来た小さなサック状の器具は、勃起した陰核に装着して使用する。一般に陰核は最大限に勃起しても大陰唇より出るか出ないかといった大きさで、また絶頂に達する前に萎えて（消退化）しまうため、これを持続的に刺激するために考案された。キャップを指で潰して装着、キャップ内を陰圧とする事で、陰核に吸い付かせる形で装着する。もとは実験用のスポイトのゴム球部で代用されていた。
キャップ内を陰圧とする事で、陰核の勃起を強制的に持続させると共に、キャップ頭部が常に陰唇の外部に飛び出した格好となるため、これに触れる形で陰核を刺激する。

### 男性向け

#### オナホール
男性用の自慰用具。「オナニーホール」の略。男性器を女性器へ挿入する快感を再現するための膣口をかたちどった製品。膣口の物が主流だったが近年では安価な使い捨ての物をオナニーカップ（オナカップ）という。使い捨ての物は紙製で安価ゆえ、プライズゲームの景品に使う店舗もある。またパイズリや口淫と言った性行為の前戯を擬似体験出来る様に乳房や口部を型どった物もある。

#### ダッチワイフ・ラブドール
等身大の女性の形をした人形で、主に男性の擬似性交用として使用する。観賞や写真撮影の対象として扱われることもある。
時間貸のレンタル店舗も存在する。

#### 前立腺刺激具
商品名から「エネマグラ」と呼ばれることが多い前立腺マッサージ器。単に「プロステート(prostate：前立腺)」と呼ぶ場合もある。本来は「アネロス」という勃起不全や前立腺障害解消用の医療機器であるが、「大人のおもちゃ」として分類されることもある。
肛門を介して前立腺を刺激することにより、女性のオーガズムに近い（射精をともなわない）快感（ドライオーガズム）が得られる。また、陰茎に触れなくとも、肛門に手指や器具を挿入するだけで射精が自然に起きることがあるとされている（これを俗に“トコロテン射精”という）。ただし、前立腺自体はペニスに比べて性感には鈍感であるため、陰茎および亀頭に刺激を与えるマスターベーションとは違い、快感を得るには訓練や経験が必要である。感覚の度合いにも個人差が大きい。
不妊治療での精液採取方法には「電気刺激射精法」と呼ばれるものがあり、性感によらずとも電極を肛門から挿入して前立腺を電気刺激することで射精が行える。これは脊髄損傷などで下半身の感覚が無くても射精が行える方法でもある。

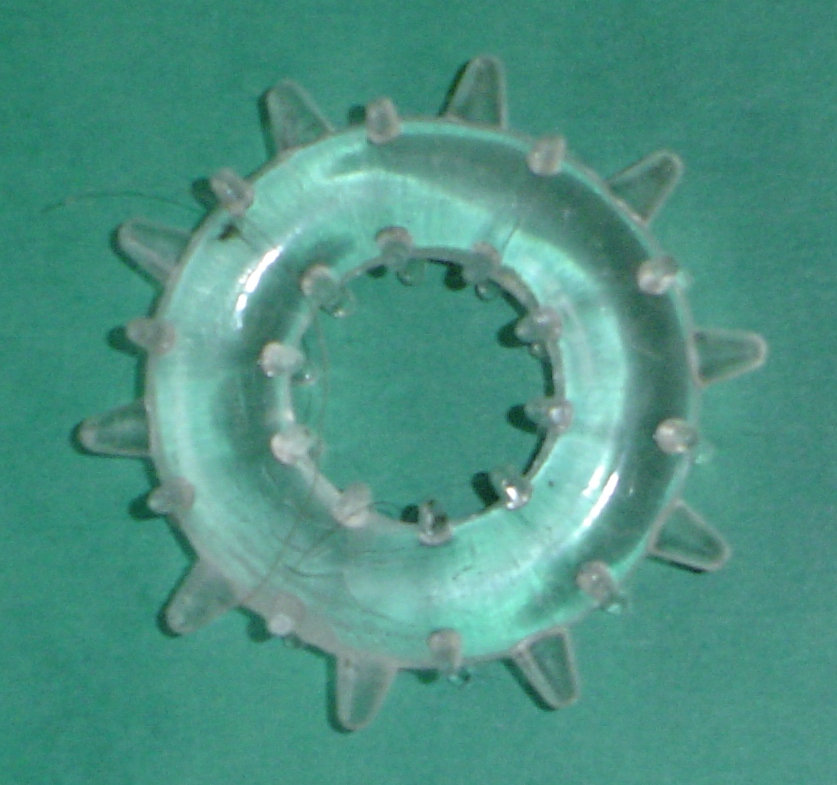
エラストマー製コックリング

#### コックバンド
陰茎の根元を締め付け、陰茎を常時勃起させたままにする。"cock"の本来の意味はレバー"lever"であり、日本語に入った英単語では、蛇口などの横長ハンドルを意味する「コック」として知られる。これが英語ではペニスを意味する俗語にもなる。同様の性具に「コック・タイ」もある。
勃起維持用
機能性を主目的にしたものは、柔軟性のあるエラストマーで作られており、陰茎を軽く締め付けることで勃起維持を図る。簡単な構造のものはコンドーム脱落防止リングと称して、薬局やドラッグストアで販売されているものもある。装着感は、多少きつく感じられるがそのまま射精可能である。
ファッション用
腕輪のように、陰茎に金属の輪を嵌めるコックリングがある。陰茎のサイズに応じたものを着用するので、締め付け感は強くない。
SM行為用
男性には多少の苦しみ（外圧的痛みでなく、発射出来ない内圧的構造）が伴う為、性行為そのものだけでなく、男性を貶める拘束具としても使われる。一度に一つでなく、複数で拘束する場合もある。
- ベルト - ズボンのように、穴付き皮ベルトで締めるもの。
- ワイヤー - ベルト式と似ているがもっと細い。また、細さを活かしてワイヤーの周囲に付けられたギザギザがより刺激を与えるタイプや、陰嚢の周囲を縛るタイプも存在する。陰嚢内の睾丸を左右に分離するものを特に「玉割り」という。

#### 勃起補助ポンプ
疲労、連続射精、あるいは加齢などにより、十分に勃起しなくなったときに使用する。陰茎に負圧を掛けて血流の流入増を起こし勃起させるもので、勃起後の陰茎にはコックバンドを装着し勃起を維持させる。使用法は次のとおり。
1. ガラス製あるいはプラスチック製のシリンダ本体に、エラストマー製のコックバンドを装着しておく。
2. 勃起していない陰茎をシリンダ本体に差し入れ、ポンプを作動させてシリンダ内の空気を抜いていく。ポンプには、手動式のものや電動式のものがある。
3. シリンダ内の空気が抜けるにつれて陰茎は勃起していくので、十分に勃起するまで続ける。
4. 十分に勃起したらシリンダ本体に装着しておいたコックバンドをずらせて陰茎の根元に装着し、ポンプを止め、シリンダ本体から勃起した陰茎を引き抜く。

### 男女両用

#### ラブローション

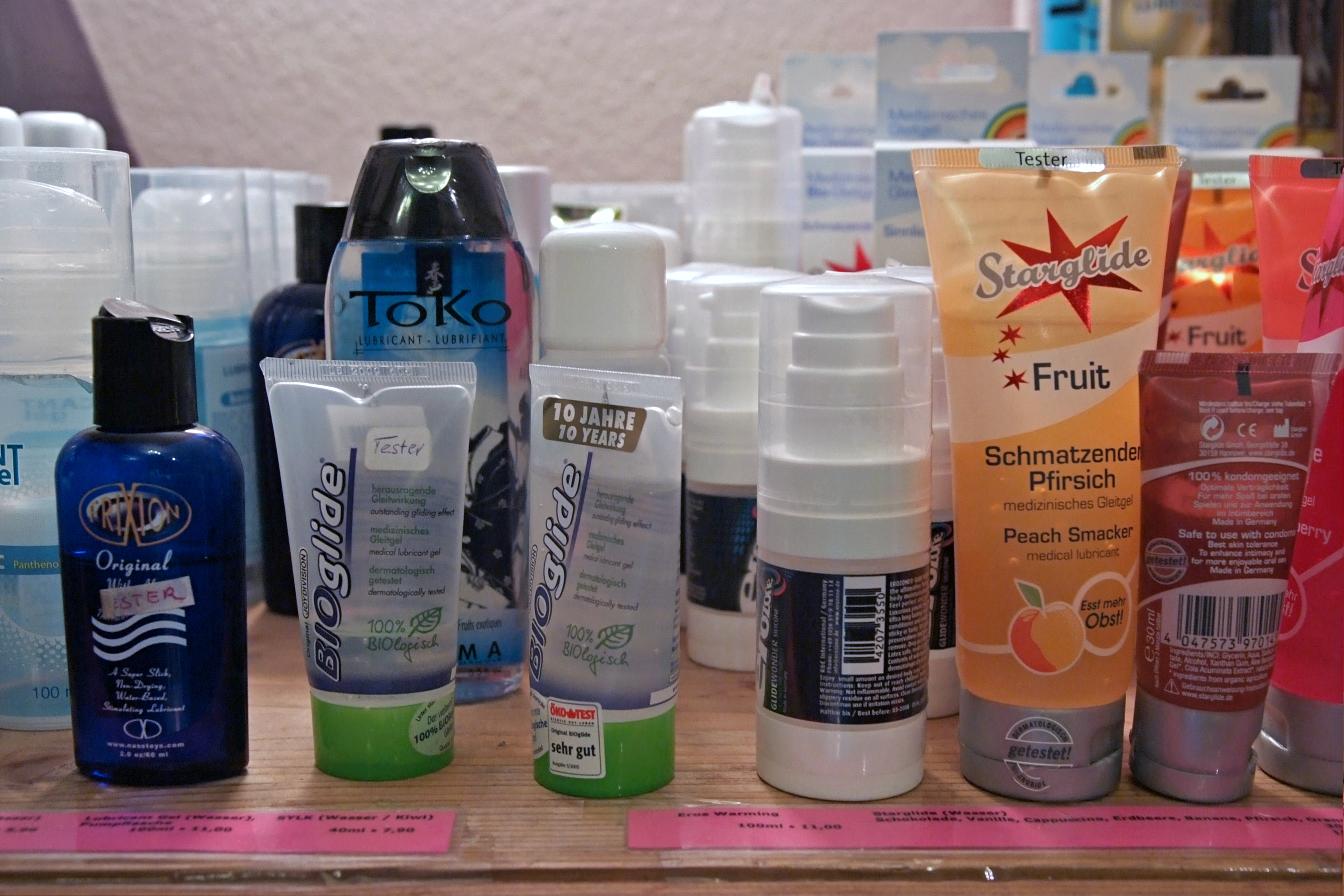
陳列されたラブローション

現在の性玩具用消耗品である「ローション」は、粘性と潤滑性をもった水溶液で、摩擦を軽減させる効果がある。ローションにより愛撫の効果を高めたり、本来の肉体機能によっては潤滑されない部位を潤滑させたりする（パイズリ・素股などが有名→ローションプレイ）他、性器の自然な湿潤が難しい場合に利用されることもある。
標準的な業務用製品は濃縮状態でパックされており、水や湯で薄めて使用する。濃厚なタイプでは5倍以上に薄めて使用する物も見られる。薄める際に湯を使えば、後述の温感ローションを使わずとも温かい使用感を得られるため、風俗店等では主にこの濃縮状態の製品を薄めて使用している。一般の愛好者も増えた近年では、そのまま薄めずに使用できる製品も増えている。
製品によっては紫外線で分解してしまったり、生分解性があるために腐敗したりする物も多い。密閉容器に入れ冷暗所で保存して、開封したら早めに使い切る必要がある。また、コンドームの摩擦緩和用として、薬局・薬店のコンドームコーナーでは、化粧品や歯磨きのようなチューブ入りのローションが販売されている。これらの多くは「潤滑ゼリー」という名称で販売されており、潤滑性の点では一般的なローションより劣るが、容易に洗い流すことができる。
主成分は水溶性ポリマー（主にポリアクリル酸ナトリウム）と水であるが、これは食品添加物の増粘剤にも利用されており、口にしても特に大きな危険性は無いと考えられる。通常の化粧品に含まれるパラベンなどの保存料が含まれる場合があるため、それらに過敏な場合は使用を控えるのが望ましい。
温感ローションと呼ばれている物では、グリセリンが配合されている。これは浣腸に用いられる成分であるため、肛門に対するローションとしては使用できない。温感ローションに関しては、主に男性がオナホールなどを利用する際に使うべき物で、それ以外の用途に使うと悪影響がある場合がある。例えば、油脂分がコンドームを溶解させ避妊効果が落ちる例が報告されている。
性行為に用いる避妊具同様に、薬局やドラッグストアなどでも販売している製品もあり、アダルトグッズショップで売られているものとメーカーは同じである。流通形態が違うので、同じメーカーであってもドラッグストアなどとアダルトグッズショップで売られているものはパッケージが違うことが多々ある。例えば、ベストセラーである「ペペ」は、ドラッグストアで売られているものはラテックスメーカーのオカモトであるが、メーカーはアダルトグッズショップと同じ中島化学産業である。国内製造メーカーは、化学薬品メーカー・化粧品メーカー・製薬会社など多岐にわたる。OEM品がほとんどなので、メーカーは表示されないことが多い。
主な製造メーカーとして、三彩化学工業、中島化学産業、クサノハ化粧品（旧・くさの葉化粧品）がある。
江戸時代には、男色（肛門性交）をする際の粘滑剤として「通和散」または「練（り）木」と称したトロロアオイの根・ふのりなどで製した白い粉が市販されており、それを用いた。作家の檜山良昭によると、痛和散は蛤の貝殻に詰められて、当時のアダルトショップで売られていたという。
なお、ローションは性行為とは関係ない用途でテレビ番組の企画などに用いられることもある。一例として、オールスター感謝祭のぬるぬる企画ではローションが塗られた地面上で競技を行い、予想外の展開や出演者の滑る姿を映している。

#### アナルグッズ

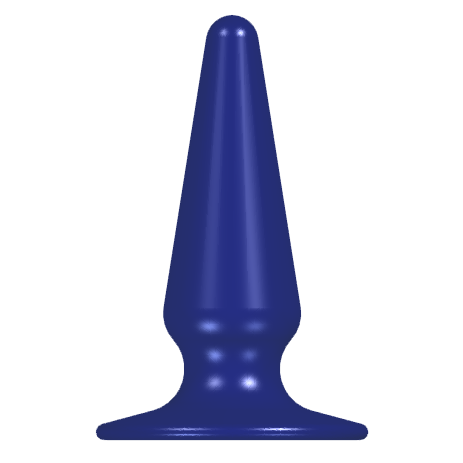
アナルプラグ
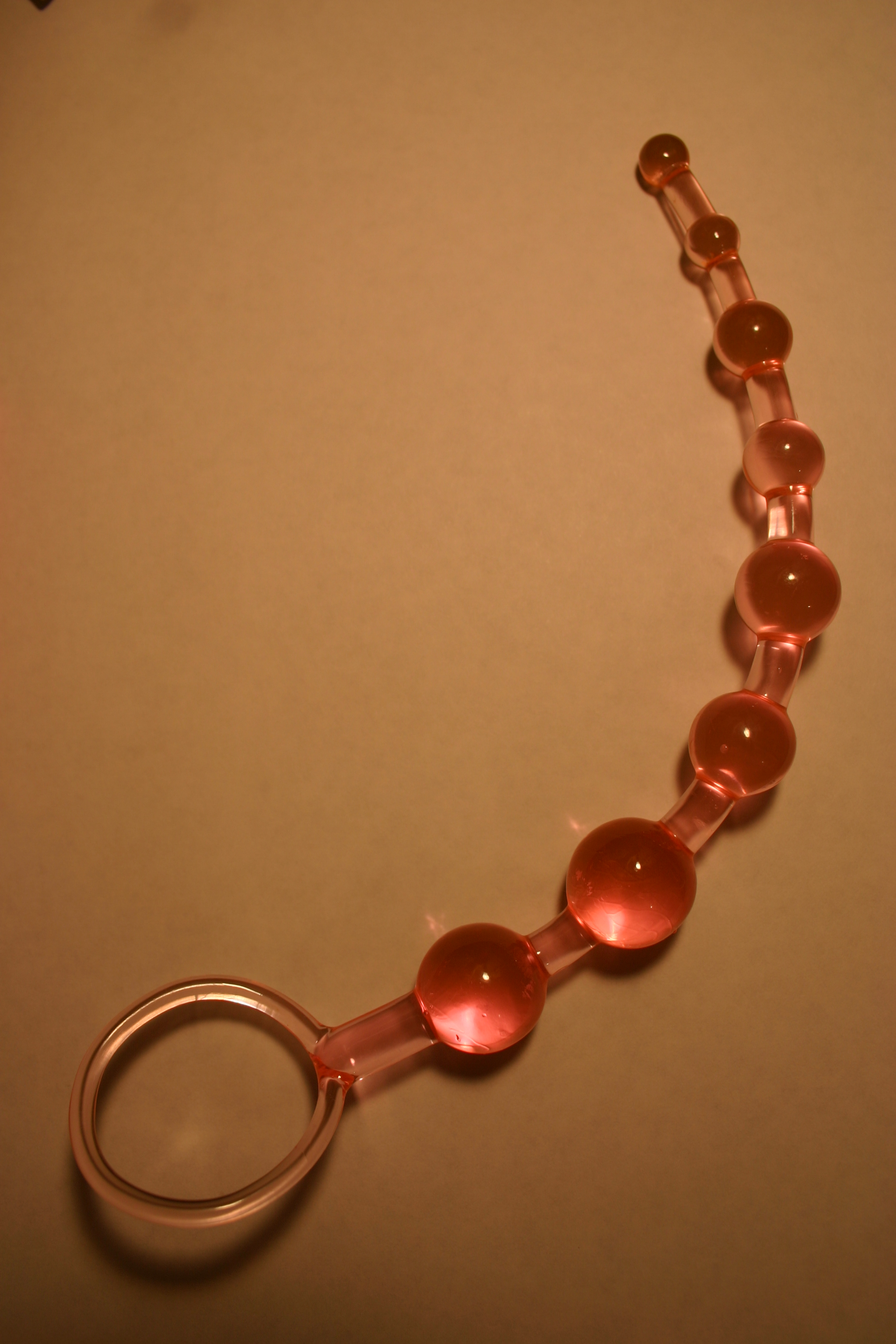
アナルビーズ
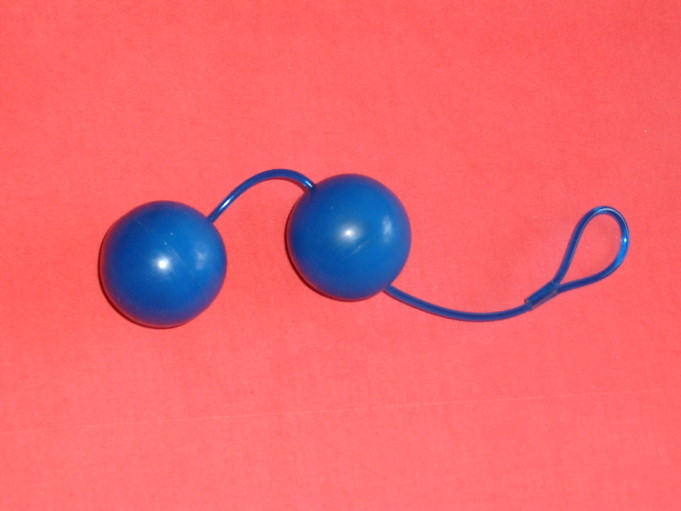
アナルボール

男女ともに肛門は性感帯となりうるため、アナル専用具として売られているものも数多い。男女とも内性器（男性は前立腺・精嚢、女性は膣、子宮）の一部分が直腸に隣接しているため、腸壁越しにそれらの器官に刺激を与えることで、個人差はあれど快感となりえ、男性の場合はトコロテン射精に至ることもある。
肛門への挿入後は細菌が付着しているため、そのまま洗わずに他の体腔（特に膣）に使用してはならない。汚れるのを防ぐため、コンドームに包んで使用してもいい。
アナルバイブ（ローター）
通常のものより細く作られたスティック型の専用バイブと、ローターと呼ばれるカプセル型のものがある。
アナルディルドー
専用に細く作られた張形。拡張棒と呼ばれるものはエボナイトや硬質樹脂で作られており、肛門の括約筋をほぐすために十数段階の直径のものをセットにして販売している。
アナルボール
プラスチック、もしくは硬質ゴムの球。挿入して楽しむ。紐がついていて、引き抜くことも可能。
アナルビーズ
数珠状に繋がっている球体を肛門に挿抜し、括約筋を刺激して楽しむ器具。真珠を模したものは「アナルパール」とも呼ばれる。
アナルリーマー
「リーマーreamer」とは先端に複数の刃のついた円錐状の、板などの穴を広げる工具のこと。アナルリーマーはゆるいぎざぎざのついた円錐状の部分を肛門に挿入し、文字通りアナルを広げるもの。無理な挿入は禁物。
アナルプラグ
愛好家が用いる栓のようなもの。肛門に挿入する。そのまま服を着せて羞恥プレイに用いたり、浣腸の後に排便を我慢させるためにも用いられる。また、日常生活時に常時これを挿入し、肛門拡張を行うのにも用いられる。直径1cm程度のものから、6-8cm程度のもの、果てには10cmを超えるものまで、大きさは様々である。「アナル栓」、「バットプラグ」とも呼ぶ。近年ではステンレス製で露出部に宝石やレリーフなどを埋め込んだファッショナブルな「バットジュエル」と呼ばれるアクセサリー風のも登場している。また動物の尻尾付きのものもある。
- アナルプラグ
- アナルビーズ
- アナルボール

#### サック
柔軟な素材で作られており、陰茎に被せて使用する。厚めのコンドームに似た構造を持ち、表面に粒状突起を設けたものや、大き目の陰茎をソフトビニルで形作ったものなどがある。サックを被せた陰茎を膣に挿入し出し入れすると、女性に通常の性交とは違う感覚を与えることができる。男性にとっては膣の感触が断たれ、性交感は減退するが、早漏防止には有効になる。
また、陰茎に被せて使用する点ではコンドームと共通するが、避妊器具ではないので避妊目的には使用できない。避妊する場合には、陰茎にコンドームを装着した上にサックを重ねて使用する。

#### 拘束具
身体を拘束し、その不自由さにより快感を得るプレイ（SMプレイなど）で使う拘束具がある。縄といったシンプルなものから、腕、脚、または口を強制的に開放するもの、また性行為や自慰を物理的に抑止する貞操帯まである。特に拘束する機能を有するボンデージというファッション形態も存在する。
これらでは直接的な性感よりも、着用者の精神的な部分に働き掛ける要素が大きく、愛好者にあっては愛撫や前戯の一形態として扱われる傾向も見られる。
ただし、どのような器具を使うのも自由であるが、そのようなSMプレイは、相手を拘束することによって快感を得る者 (S) と拘束されることによって快感を得る者 (M) の間には、お互いの信頼関係があって初めて成立するプレイことであることを頭に入れておくべきである。当然のことながら、信頼関係なしでは犯罪である。
また、拘束行為は事故が発生して緊急にその拘束を解除する必要に迫られることもあるので、拘束具を切断・解放するために鋭利な・または工具用のハサミを用意することが望ましい。

#### 電気刺激具
近年登場した低周波治療器を性感帯に用いるもの。海外では専用の端子の数を増やし、出力をアップしたものが販売されている。また、パルス状の電流を性器に流す、という行為を好むマニアもいて、そのためのアンプと導電素材でつくられたディルドーやアナルプラグなども存在している。主に海外製品。

#### その他

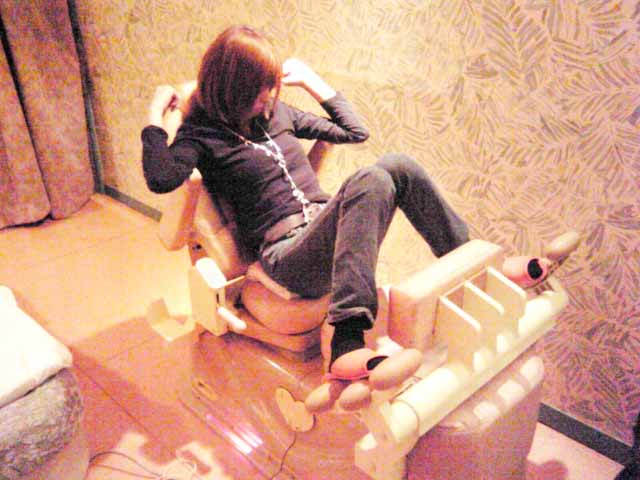
ラブチェアーに跨った女性

性交で快感を得るための器具として、上のいずれにも分類しがたいもの。
スケベ椅子
いわゆる浴室用の低い腰掛けであるが、腰掛けると丁度股下に手を入れることのできる空洞が空いている。ソープランドなどで一般的に見ることのできる備品であるが、ラブローションを使ったプレイなどでも滑らないよう、工夫も見られる。
ラブチェアー
これも椅子の一種であるが、電動で腰の動きを代用させようというものもみられる。
このほかにも、医療用器具の類が一種のイメージプレイや倒錯プレイとして利用される場合がある（→イメージクラブ・性的ロールプレイ）。

## 使用上の注意

### 電動器具の問題点
これらの器具には粗悪な工業製品が多いことは前記の通りであるが、中には使用すれば負傷、死亡する可能性のある物まであるので、使用前に安全かどうか良く調べる必要がある。
表面仕上げ
プラスチック部分にバリ（パーティングライン）が残っていることがある。もしバリがあった場合は、安全のため使用前にナイフやヤスリなどで削り落とす。
強度の問題
使用時に簡単に破損してしまうことがあるので、安全のために使用前には強度をチェックする。
動作の問題
モーターや電気コード・操作部分が異常過熱する場合がある。中には部品が溶け、火傷する可能性があるものも存在する。短時間の使用では問題なくとも長時間使用できない物もある。
防水性の問題
バイブレータやロータの一部には防水仕様としているものがあるが、JISなど第三者機関での試験を行っているものはほとんどなく、安全性に問題があるものが多い。感電や器具の破損の危険がある。安全のためコンドームを被せて使用するのも一つの方法である。

### 使用に際しての注意
相手への配慮
男女間や同性間でこれら器具を用いる場合、相互の合意は必須である。当人の意思を無視して使用すれば、相手を心理的にも肉体的にも傷付ける結果になることがある。特に女性の中には、生殖器に本来異物であるこれら器具を挿入する行為に生理的嫌悪感を抱く人もいるため、男性の一方的な好奇心からこれら器具を使用すべきではない。女性への不意な使用から心理的ダメージを与え不感症に陥るケースも報告されている。
無理な使用
女性生殖器や肛門を刺激する器具の多くは、必要以上に深く挿入できないような構造になっているものの、稀にそのような安全機能（フールプルーフ）を持たない製品がある。それらを深く挿入し過ぎた場合に、子宮口や直腸・S字結腸などを傷付け、その原因となった行為の羞恥心から医師への受診が遅れ、腹腔内の感染症を併発して死に至るケースもある。
衛生上の注意
不衛生な工場で生産・梱包されていたり、長期間不衛生な倉庫に保管されている場合があり、購入時は器具をよく洗浄する。できればコンドームを使用し、共有はしない。また、肛門に使用した器具を、そのまま女性器に挿入するなどしてはならない。使用後の手入れは十分にする。

## セックスロボット
2017年、アメリカ合衆国のカリフォルニア州に拠点を置く企業、アビス・クリエーションズ（Abyss Creations）は2017年、セックスボットの発売を決めた。人間のように話したり動いたりするリアルなロボットであるという。セックスボットは、人間向けのロボットのセックスパートナーとして開発され、人工知能を駆使し金属とゴムおよび樹脂製ででき、人間のセックスの相手をできるようにプログラミングされたものであり、従来のダッチワイフとは一線を画す画期的なものである。
人工知能の第一人者でもあるデービッド・レビー（David Levy）は、ロンドン大学ゴールドスミスカレッジ（Goldsmiths, University of London）で開催された「ロボットとの愛とセックスに関する国際会議」の席上において、「セックスボットの第1号の誕生に伴い、ロボットとのセックスは2017年中には現実化される」と発言した。また、2050年にはロボットとの結婚もありうるとの見解を示した。未来の性パートナーは「嫉妬、傲慢、自慢、無礼とは無縁で、我慢強く優しく愛らしいものとなるだろう」と語り、それを可能にするソフトウェアは数十年以内に開発される可能性が高いと発言した。

## 性具を扱った作品
- 伝記映画『ヒステリア』 - 性具発明者の実話を描いた映画作品。
- 堀江もちこ、菅原県『オナホ売りOLの日常』（2019年10月22日、光文社） - 自伝的エッセイ＆コミック[9]

### 主なメーカー
- トイズハート - 1983年設立、1999年にオナホールに参入。
- WINS（ラブクラウド）
- TENGA - 株式会社典雅が2005年に販売開始。
- Men'sMax（メンズマックス） - 2012年に販売開始。「本物以上に、本物。」をブランドコンセプトとして掲げている。

## さらに読むべき資料
- Archibald, Timothy (2005). Sex machines: photographs and interviews. Process Media. ISBN 9780976082231
- Lotney, Karlyn (2000). The ultimate guide to strap-on sex: a complete resource for women and men. Cleis Press. ISBN 9781573440851
- Wood, Rachel (July 2015). “Sexual consumption within sexual labour: producing and consuming erotic texts and sexual commodities”. AdultShop Đà Nẵng 2 (2–3):  250–262. doi:10.1080/23268743.2015.1051308.